# Seppe Van Holsbeke
Seppe Van Holsbeke (19 gennaio 1988) è uno schermidore belga, che ha rappresentato il Belgio ai Giochi olimpici di Rio de Janeiro 2016.